# Schizaspidia chamorro
Schizaspidia chamorro is een vliesvleugelig insect uit de familie Eucharitidae. De wetenschappelijke naam is voor het eerst geldig gepubliceerd in 1942 door Yasumatsu.